# Кавчук Іларій Михайлович
Іларій (Ілля) Михайлович Кавчу́к (2 травня 1934, с. Ріпинці, Бучацький повіт — 14 червня 2004, місто Чистякове (Торез), Донецька область, Україна) — радянський та український правозахисник, за фахом шахтар. Депутат Торезької (Чистяковської) міської ради депутатів трудящих (1978—1982), учасник бойових дій. Член КПРС.

## Життєпис
Іларій Кавчук народився 2 травня 1934 року в с. Ріпинці Бучацького району Тернопільської області (тоді територія Другої Речі Посполитої). Під час Другої світової війни був в'язнем концтабору в Німеччині. У 1949 році закінчив 7 класів Ріпинецької середньої школи.
Служив у лавах Радянської Армії (1952—1955), після демобілізації виїхав на Донбас. У 1975—1988 роках бригада, якою керував Іларій Кавчук, видавала на-гора рекордні обсяги понадпланового вугілля на шахті ім. Л. І. Лутугіна в місті Чистяковому.
Помер Іларій Кавчук 14 червня 2004 на 70-му році життя.

## Нагороди
- Почесний шахтар,
- кавалер двох Орденів Трудової Слави II і III ступенів,
- нагороджений знаком «Шахтарська Слава» III ступеня,
- Ветеран Праці,
- «Стахановець»,
- нагороджений медаллю «Захиснику Вітчизни» (2003).